# Megatokyo
Megatokyo is een Engelstalige webstrip bedacht door Fred Gallagher en Rodney Caston. De strip werd voor het eerst gepubliceerd op 14 augustus 2000. Sinds 17 juli 2002 tekent en schrijft Gallagher de strip alleen. De tekenstijl van de strip vertoont sterke invloeden van manga.
De strip is gratis te lezen op de website, en wordt meestal elke maandag, woensdag en vrijdag geüpdatet. Het is een van de populairste webstrips. Behalve online wordt de strip ook in boekvorm uitgegeven door CMX, en voorheen door Dark Horse Comics.
De strip is in vele talen vertaald, waaronder het Nederlands.

## Verhaal
De serie speelt zich af in een fictieve versie van Tokio genaamd Megatokyo. Het verhaal draait om Piro, een jonge fan van anime en manga, en zijn vriend Largo,e en Amerikaanse videospelfanaat. De twee komen vast te zitten in Japan nadat ze niet genoeg geld blijken te hebben voor vliegtickets terug naar Amerika. Ze moeten zich staande zien te houden door onderdak en een baan te vinden. Ondertussen komen ze de raarste dingen tegen waaronder zelfs bovennatuurlijke verschijnselen. Ook wordt af en toe een parallel universum getoond waarin de personages in situaties belanden die ze in het primaire universum van de strip nooit mee zouden maken.
De strip bevat vaak parodieën op stereotiepe clichés uit anime, manga, videospellen en Dating Sims, zoals Junpei, een ninja die Largo’s leerling wordt, Rent-a-zilla’s, enorme monsters gebaseerd op Godzilla, de Tokyo Police Cataclysm Division, die tegen enorme monsters vecht met enorme robots, een schoolmeisje genaamd Yuki, die een Maho shojo blijkt te zijn, en Ping, een robotmeisje. Ook bevat de strip referenties naar echt bestaande werken. Aanvankelijk was de strip vooral bedoeld voor humor, maar inmiddels focust de strip zich ook meer op complexe verhalen en persoonlijkheden van de personages.
De strip is geschreven in het Engels, maar de personages spreken zogenaamd het grootste gedeelte van de tijd Japans. Om aan te geven wanneer er Japans wordt gesproken, wordt de tekst tussen haakjes (< >) geplaatst. Niet elk personage spreekt elke taal die in de strip wordt gehanteerd.

## Personages
Pirode primaire protagonist van de strip. Hij is een auteur surrogaat van Fred Gallagher, die heeft bekend dat Piro een soort geïdealiseerde versie is van zichzelf toen hij op de hogere school zat.
Piro is een enorme fan van anime en manga. Sinds hij in Japan woont werkt hij bij een winkel genaamd MegaGames. Hij is vaak depressief en heeft moeite om de vrouwen in Megatokyo te begrijpen. Piro heeft blond haar, groene ogen, en een bril. Piro spreekt naast Engels ook vloeiend Japans.
Largode tweede protagonist in de serie. Hij is in feite een stripversie van Rodney Caston.
Largo dient vooral als bron van humor in de strip. Hij is een videospelfanaat en technisch zeer begaafd. Zijn liefde voor knutselen met apparaten heeft vaak destructieve gevolgen. Hij spreekt vloeiend Leet, maar geen Japans. Derhalve is hij in het dagelijks leven afhankelijk van Piro of andere tweetalige personages om zich verstaanbaar te maken.
Hayasaka Erika (早坂 えりか)een cynisch en soms gewelddadig personage. Bij aanvang van het verhaal is ze een voormalige Japanse popster en seiyū, die al drie jaar lang geen succes meer heeft geboekt. Ze bezit echter nog steeds een trouwe schare fans. Ze heeft een negatieve kijk op het leven en haat het om door anderen beschermd te worden. Ze werkt net als Piro bij MegaGames.
Nanasawa Kimiko (七澤 希美子)een Japans meisje dat als ober werkt bij een Anna Miller's restaurant. Ze heeft een oogje op Piro. Ze is ook een stemactrice, maar is soms te verlegen om een bepaalde rol te nemen. Ze is zachtaardig, maar soms impulsief. Net als Piro heeft ze maar weinig zelfvertrouwen. Volgens Gallagher is Kimiko het enige vrouwelijke personage in de strip die niet geheel is gebaseerd op een bepaald stereotype.
Tohya Miho (凍耶 美穂)een manipulatief en energiek gothic meisje. Haar exacte leeftijd is niet bekend: ze gaat nog naar de middelbare school, maar beweert ouder te zijn dan ze eruitziet. Ze vertoont vaak onnatuurlijke of bovenmenselijke vaardigheden zoals extreem ver kunnen springen. Er wordt zelfs gesuggereerd dat ze een magisch meisje is.
Tsubasaeen internetvriend van Piro en Largo, die hen nadat ze in Japan waren gestrand een tijdje in zijn appartement liet wonen. Hij vertrok al vrij vroeg in de strip halsoverkop naar Amerika om zijn “ware liefde” te vinden, maar laat nog af en toe van zich horen.
Pingeen testmodel van de Sony-EDS, een pop die emoties kan tonen en gebruikt moet worden in combinatie met dating sims. Ze is op een of andere manier in Tsubasa’s handen terechtgekomen en heeft een eigen persoonlijkheid ontwikkeld. Ze heeft gevoelens voor Piro.
Seraphimeen miniatuur engel die dienstdoet als Piro’s geweten.
AsmodeusPiro’s anti-geweten, gestuurd door een organisatie die enkel bekendstaat als de "other agency." Hij probeert alles wat Seraphim doet ongedaan te maken.
JunpeiLargo’s leerling, een leet-ninja. Hij beschikt over de bijna bovenmenselijke vaardigheden van een stereotype anime-ninja zoals op hoge snelheid over daken rennen zonder te worden gezien, en vuurwapens krombuigen. Hij ontmoet Piro en Largo voor het eerst wanneer Largo hem verslaat in een mortal combat-arcadespel. Hij werkt voor een ninja-organisatie.

## Reacties
De strip heeft veel positieve reacties gehad van critici, zoals The New York Times en Comics Bulletin. Veel criciti prijzen de strip voor het tekenwerk. Wel heeft de strip kritiek gehad op het punt dat het verhaal te traag zou verlopen.